# Consulta ciudadana de Santiago de 2014
La consulta ciudadana de Santiago fue una consulta ciudadana realizada en la comuna de Santiago, en la ciudad homónima, que se realizó entre los días 11 al 19 de octubre de 2014, que buscó la opinión de residentes y usuarios de dicha comuna sobre diversas materias.

## Formato

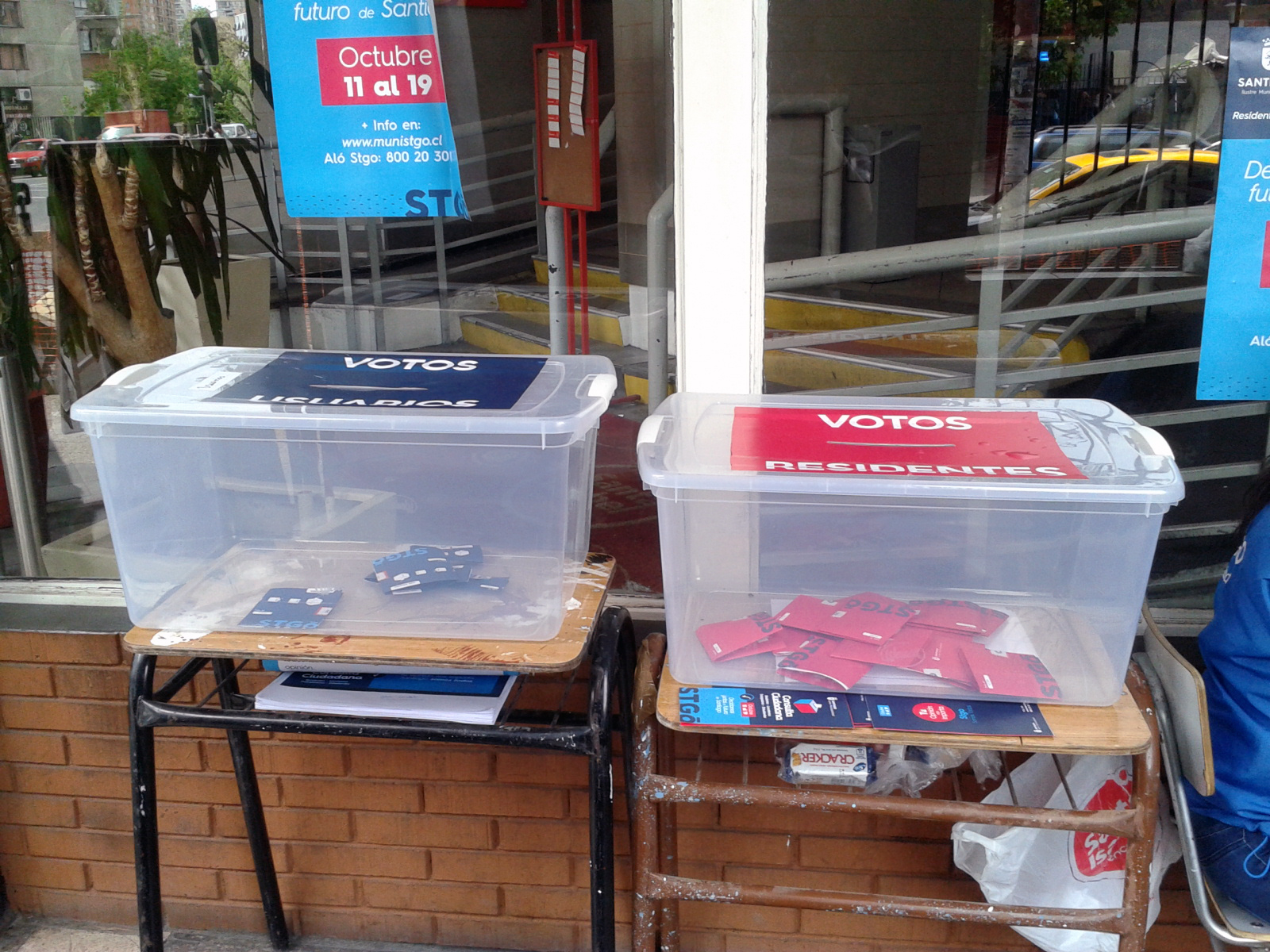
Urnas usadas en la consulta; los votos rojos son para residentes de la comuna y los azules para usuarios.

Los temas consultados y los formatos de cada pregunta son:
- Vehículos mal estacionados en la vía pública
  - Ante los problemas de vehículos mal estacionados en la vía pública, usted es partidario de:
    - Sancionarlos exclusivamente con partes, como ocurre en la actualidad.
    - Establecer adicionalmente un sistema de retiro con grúa en las zonas más afectadas.

- Horario de cierre de botillerías
  - Respecto al horario de cierre de las botillerías de la comuna de Santiago, usted prefiere:
    - Que se mantengan los actuales horarios de cierre.
    - Que las botillerías cierren en toda la comuna, a las 23:00 hrs. de domingo a jueves y a las 00:00 hrs. los viernes, sábados y vísperas de festivos.

- Manejo de residuos domiciliarios
  - Respecto al manejo de los residuos domiciliarios. Usted prefiere:
    - Que existan contenedores en las calles de los barrios para depositar las bolsas de basura.
    - Que las bolsas de basura sean depositadas directamente en la calle para su retiro.

- Reciclaje de residuos domiciliarios
  - Respecto al reciclaje de residuos domiciliarios, usted es partidario de:
    - Priorizar la creación de una red de puntos limpios para dejar los residuos reciclables.
    - Priorizar el establecimiento de un sistema de retiro separado (vidrio, plásticos PET, latas, etc.) de los residuos desde los hogares de Santiago.

- Bolsas plásticas en el comercio
  - Respecto al uso de bolsas plásticas no biodegradables en el comercio, escoja una alternativa que represente su opción:
    - Establecer una ordenanza municipal para eliminarlas gradualmente en el plazo de 5 años.
    - Permitir su uso ilimitado, como sucede en la actualidad.

- Nombre del cerro Santa Lucía
  - Respecto al nombre del cerro conocido como Santa Lucía, su opción es:
    - Que cambie su nombre a Cerro Welén.
    - Que se llame Cerro Santa Lucía.

Los residentes de la comuna de Santiago pueden votar en las 6 preguntas planteadas, mientras que los usuarios de la comuna (por ejemplo: estudiantes, trabajadores y dueños de locales que no sean residentes en la comuna) sólo pueden votar en las 2 últimas preguntas. Las decisiones tomadas en las preguntas relacionadas al horario de cierre de botillerías y el cambio de nombre del cerro Santa Lucía están sujetas a ratificación por parte del Concejo Municipal de Santiago.

## Reacciones
Los concejales Felipe Alessandri y Carolina Lavín han criticado el formato y el costo monetario de la consulta ciudadana. También denunciaron la presencia de votantes que han sufragado más de una vez y el uso indebido de distintos RUT para realizar votaciones de manera irregular.

## Resultados
| Pregunta/Opción | Porcentaje |
| --- | ---------- |
| Vehículos mal estacionados en la vía pública - Ante los problemas de vehículos mal estacionados en la vía pública, usted es partidario de:               |            |
| Sancionarlos exclusivamente con partes, como ocurre en la actualidad.                                                                                    | 50,18      |
| Establecer adicionalmente un sistema de retiro con grúa en las zonas más afectadas.                                                                      | 49,82      |
| Horario de cierre de botillerías - Respecto al horario de cierre de las botillerías de la comuna de Santiago, usted prefiere:                            |            |
| Que se mantengan los actuales horarios de cierre. | 55,26      |
| Que las botillerías cierren en toda la comuna, a las 23:00 hrs. de domingo a jueves y a las 00:00 hrs. los viernes, sábados y vísperas de festivos.      | 44,74      |
| Manejo de residuos domiciliarios - Respecto al manejo de los residuos domiciliarios. Usted prefiere:                                                     |            |
| Que existan contenedores en las calles de los barrios para depositar las bolsas de basura.                                                               | 88,53      |
| Que las bolsas de basura sean depositadas directamente en la calle para su retiro.                                                                       | 11,47      |
| Reciclaje de residuos domiciliarios - Respecto al reciclaje de residuos domiciliarios, usted es partidario de:                                           |            |
| Priorizar la creación de una red de puntos limpios para dejar los residuos reciclables.                                                                  | 41,84      |
| Priorizar el establecimiento de un sistema de retiro separado (vidrio, plásticos PET, latas, etc.) de los residuos desde los hogares de Santiago.        | 58,16      |
| Bolsas plásticas en el comercio - Respecto al uso de bolsas plásticas no biodegradables en el comercio, escoja una alternativa que represente su opción: |            |
| Establecer una ordenanza municipal para eliminarlas gradualmente en el plazo de 5 años.                                                                  | 87,54      |
| Permitir su uso ilimitado, como sucede en la actualidad.                                                                                                 | 12,46      |
| Nombre del cerro Santa Lucía - Respecto al nombre del cerro conocido como Santa Lucía, su opción es:                                                     |            |
| Que cambie su nombre a Cerro Welén. | 45,77      |
| Que se llame Cerro Santa Lucía. | 54,23      |
| Fuente: Municipalidad de Santiago. |            |